# Nazionale maschile di calcio di Taipei Cinese
La nazionale di calcio di Taipei Cinese è la rappresentativa calcistica nazionale di Taiwan, posta sotto l'egida della Chinese Taipei Football Association, che è affiliata alla FIFA ed all'AFC dal 1954, prima sotto il nome di Taiwan, poi di Repubblica di Cina e poi di Taipei Cinese, a causa del rifiuto della Cina di considerare Taiwan uno Stato indipendente.

## Storia
Il maggiore successo della squadra è rappresentato dal terzo posto nella Coppa d'Asia 1960, anno in cui la formazione era composta quasi per intero da calciatori provenienti da Hong Kong, ottenuto sotto la denominazione di Taiwan. Dopo essersi ritirata all'edizione successiva, ha raggiunto il quarto posto nell'edizione del 1968. Dal 1972 al 1988 non ha partecipato alla competizione. Tra il 1992 e il 2004 è tornata a disputare le qualificazioni del massimo torneo continentale, senza mai raggiungere la fase finale. Con l'istituzione dell'AFC Challenge Cup non ha più partecipato alla Coppa delle nazioni asiatiche, sino all'allargamento di quest'ultima da 16 a 24 squadre. In Challenge Cup, dopo aver raggiunto i quarti di finale nel 2006, non è mai riuscita a superare il turno di qualificazione. È tornata a partecipare alla Coppa d'Asia durante le qualificazioni dell'edizione 2019, sfiorando la partecipazione alla fase finale, chiudendo con un solo punto di svantaggio rispetto al Turkmenistan.
Dal 1978 al 1990 ha preso parte alla qualificazioni al campionato mondiale di calcio come iscritta dell'OFC, la confederazione calcistica dell'Oceania, riuscendo ad ottenere punti solo nelle qualificazioni per il mondiale del 1982, quando il turno preliminare comprendeva sia le nazionali dell'AFC sia quelle dell'OFC. Dopo essere stata riammessa nell'AFC, ha partecipato come iscritta a quest'ultima alle qualificazioni al campionato mondiale di calcio, tuttavia non è ancora riuscita a qualificarsi alla fase finale.
Occupa il 168º posto del ranking FIFA.

## Risultati in Coppa del Mondo
- 1950 - Non partecipante
- Dal 1954 al 1958 - Ritirata
- Dal 1962 al 1974 - Non partecipante
- Dal 1978 al 2026 - Non qualificata

## Risultati in Coppa d'Asia
- 1956 - Non qualificata
- 1960 - 3º posto
- 1964 - Ritirata
- 1968 - 4º posto
- 1972 - Ritirata
- Dal 1976 al 1988 - Non partecipante
- Dal 1992 al 2004 - Non qualificata
- Dal 2007 al 2015 - Non partecipante
- Dal 2019 al 2023 - Non qualificata

## Risultati in East Asian Cup
- Dal 2003 al 2005 - Primo turno
- Dal 2008 al 2017- Secondo turno

## Risultati in AFC Challenge Cup
- 2006 - Quarti di finale
- Dal 2008 al 2014 - Non qualificata